# منابع عمومی

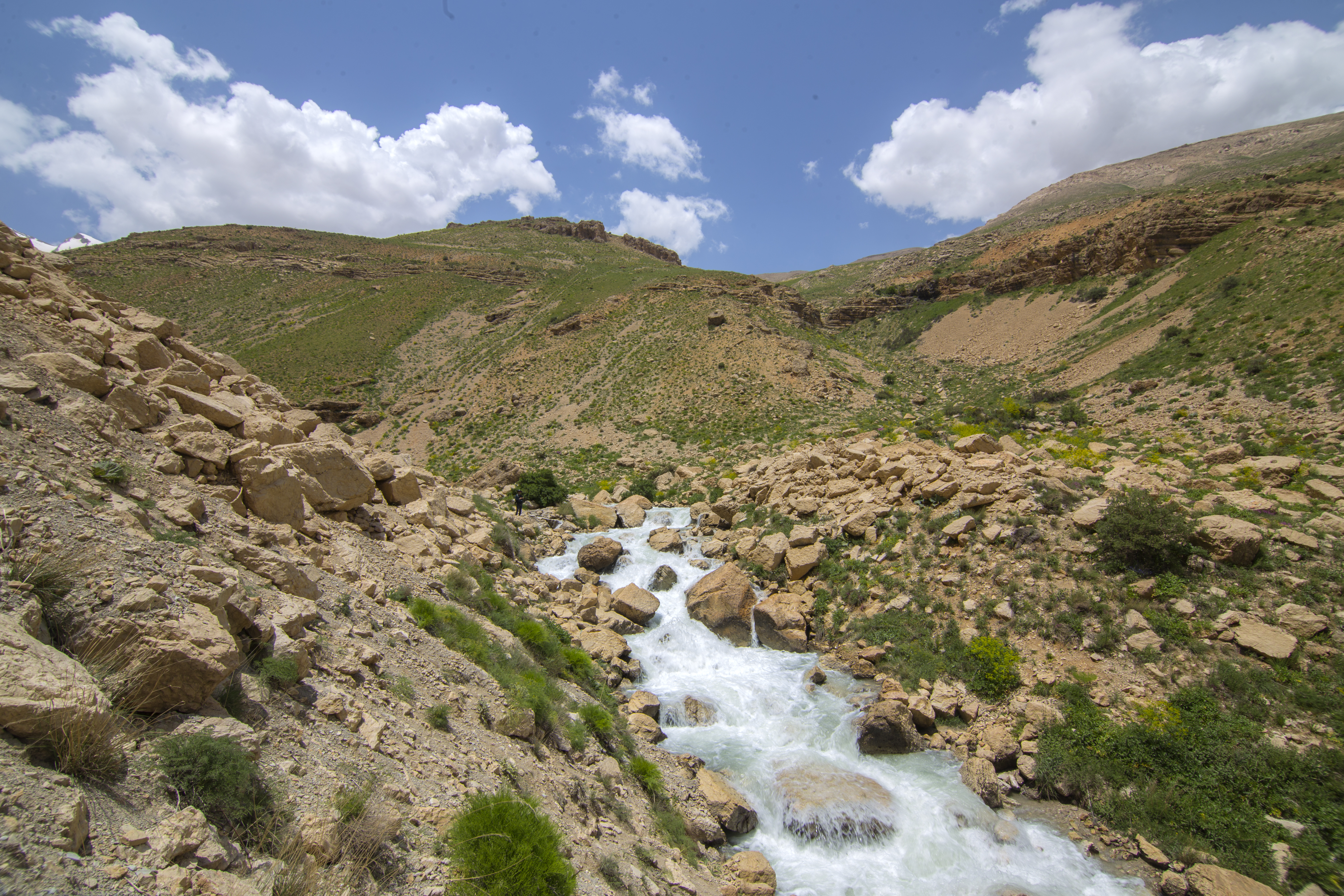
رودهای جاری در دل کوه‌های دنا در استان اصفهان، از منابع طبیعی ایران

اموال عمومی، (به انگلیسی: Common property) منابع عمومی، منابع مشترک یا مشترکات عمومی، گونه‌ای از کالا، که شامل منابع طبیعی یا منابع ساخته‌شده توسط انسان و در مجموع، اموالی است، که متعلق به عموم می‌باشد و هیچ‌یک از افراد نمی‌توانند در این گونه اموال تصرفی نمایند، که دیگران از استفاده آن محروم گردند. کوچه‌ها و خیابان‌ها، مجاری آب و فاضلاب، میادی، پیاده‌روها، چراگاه‌ها، جنگل‌ها، فضای سبز در معابر و پارک‌ها، گورستان، پل‌ها و … از مصادیق مشترکات عمومی است.